# Türbe des Abbas Ali

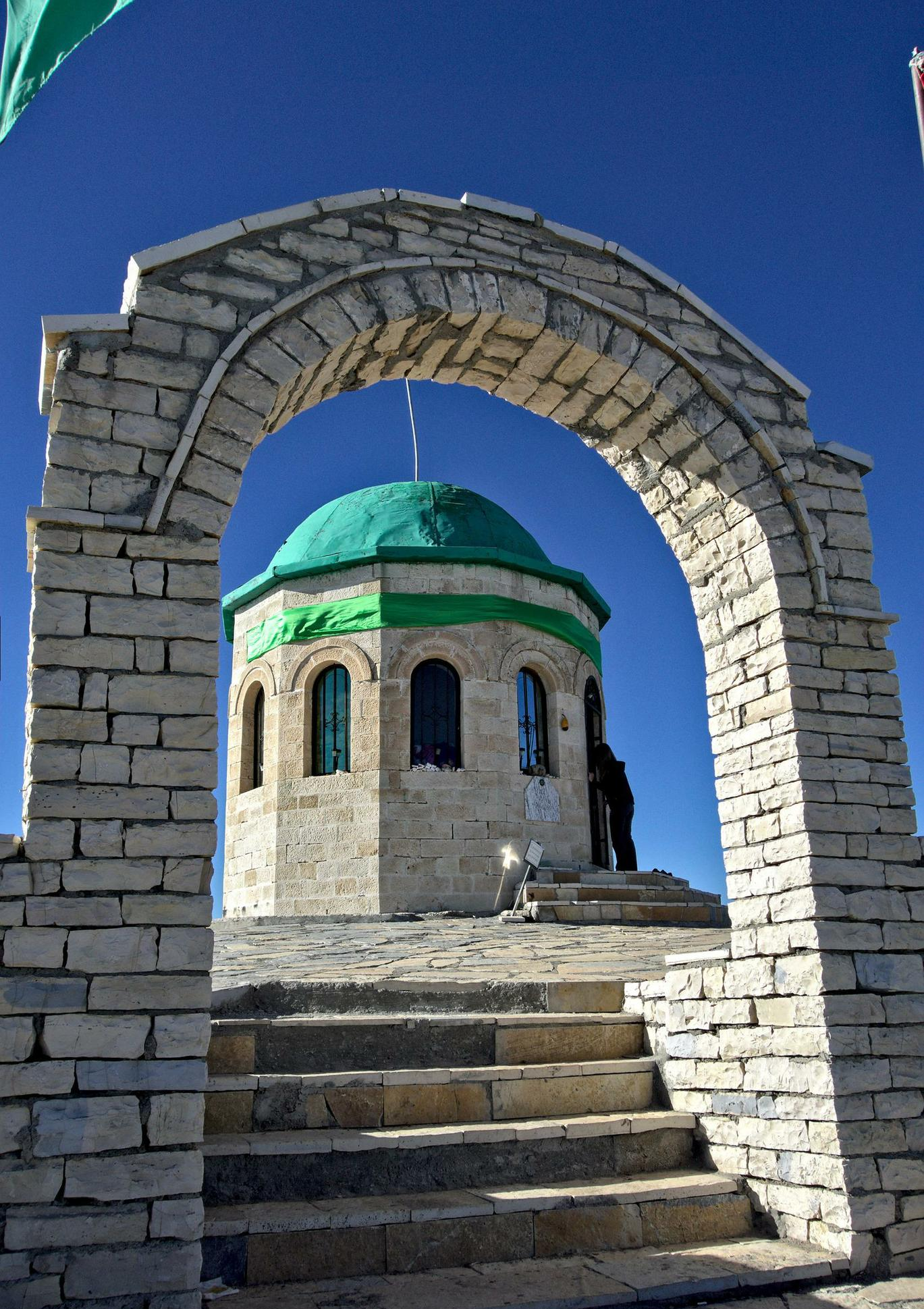
Türbe des al-ʿAbbās ibn ʿAlī

Die Türbe des Abbas Ali (albanisch Tyrbja e Abaz Aliut) ist ein Grabmal auf dem Berg Tomorr in Südalbanien, das al-ʿAbbās ibn ʿAlī gewidmet ist. Die Türbe südöstlich von Berat ist eine Pilgerstätte der Bektaschi.

## Lage und Erschließung

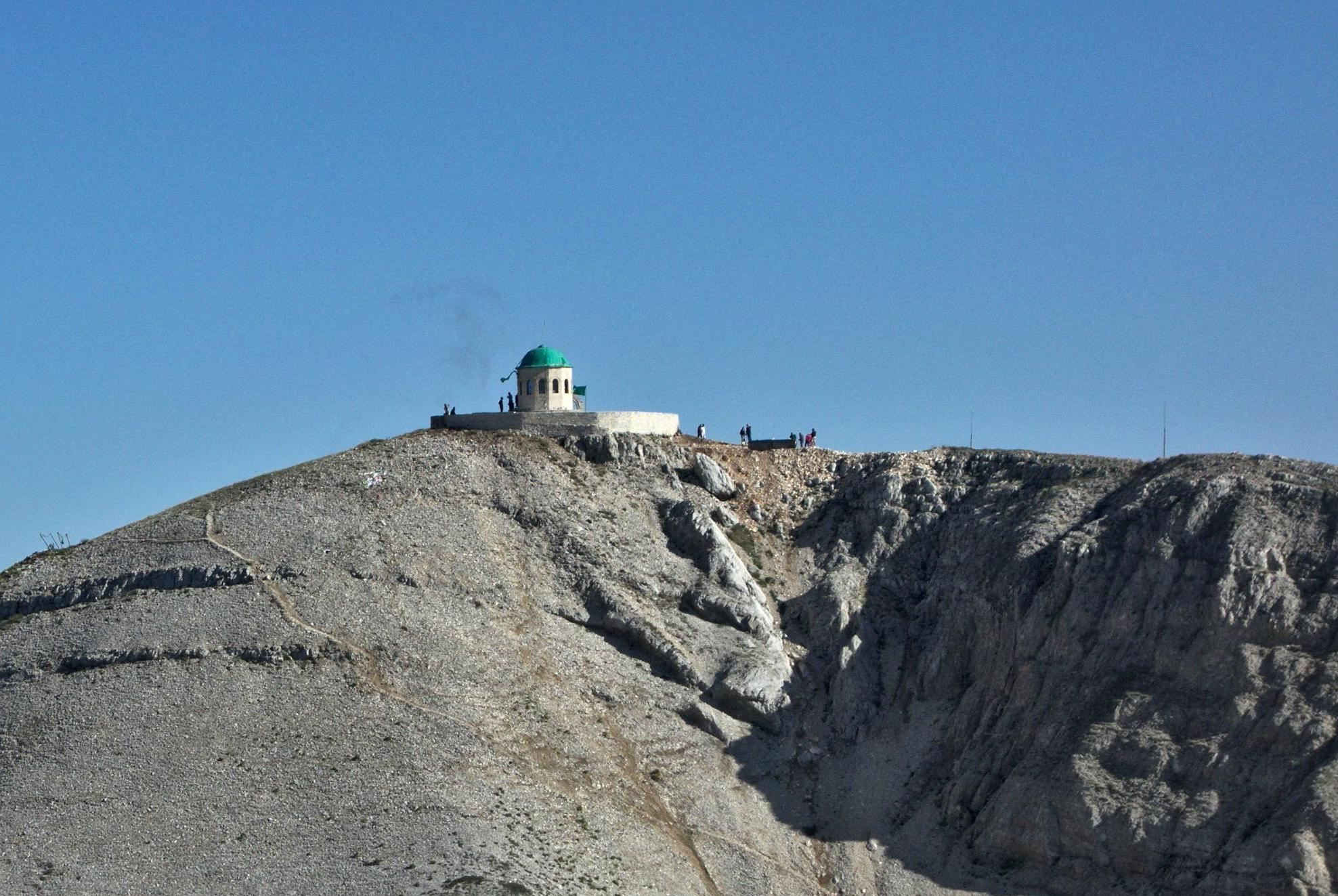
Bektaschi-Türbe auf dem Gipfel

Der Berg Tomorr hat zwei Hauptgipfel: im Norden die 2415 m ü. A. hohe Çuka e Partizanit respektive Maja e Partizanit, rund acht Kilometer entfernt die Südspitze mit 2402 m ü. A. Die Türbe liegt auf der Südspitze, die nach Norden und Osten in steilen Felswänden abfällt.
Ein fast sieben Kilometer langer Fahrweg führt auf der westlichen Flanke des Bergzugs entlang seines Südgrats in diversen Kehren auf den Berg. Ausgangspunkt ist die Tekke von Kulmak, ein Bektaschikloster aus dem Jahr 1908 auf der Südostseite des Berges, das sich rund 100 Höhenmeter über dem Pass Qafa e Kulmakut (1473 m ü. A.) befindet, der den Tomorr von der Fortsetzung des Gebirgszugs im Südosten trennt. Der Pass ist am besten über eine unasphaltierte Straße von Poliçan aus erreichbar.

## Bau
Die Türbe ist ein zwölfeckiger, kleiner Rundbau von mehreren Metern Durchmesser. Sie wird von einer grünen Kuppel überragt. Im Inneren befindet sich ein Sarkophag. Das Gebäude wurde 2006 errichtet.
Umgeben wird die Türbe von einer Steinmauer, die einen Torbogen als Durchlass hat. Ein zweiter Torbogen befindet sich unterhalb der Treppe, die zum Gipfel hochführt. Unweit davon steht eine Reiterstatue, die Abbas Ali gewidmet ist.
2008 wurde die Türbe zum Kulturdenkmal erklärt.

## Geschichte
Laut Robert Elsie wurde bereits 1620 auf dem Tomorr eine Türbe für Abbas Ali errichtet, die später zur Pilgerstätte der Bektaschi wurde. Herbert Louis beschreibt in den 1920er Jahren aber eine einfache Anlage:

„Auf dem Südgipfel, dem Tomorr Abbbas Ali, steht eine aus schön geschnittenen Quadern aufgeführte [sic!] Ringmauer mit einer schmalen Tür im SO. Es ist der Mekam, ein Heiligtum und Wallfahrtsort der ganzen Umgebung für Christen ebenso wie für Mohammedaner (Ekrem Bej Vlora 1911, S. 106)“

## Pilgerort

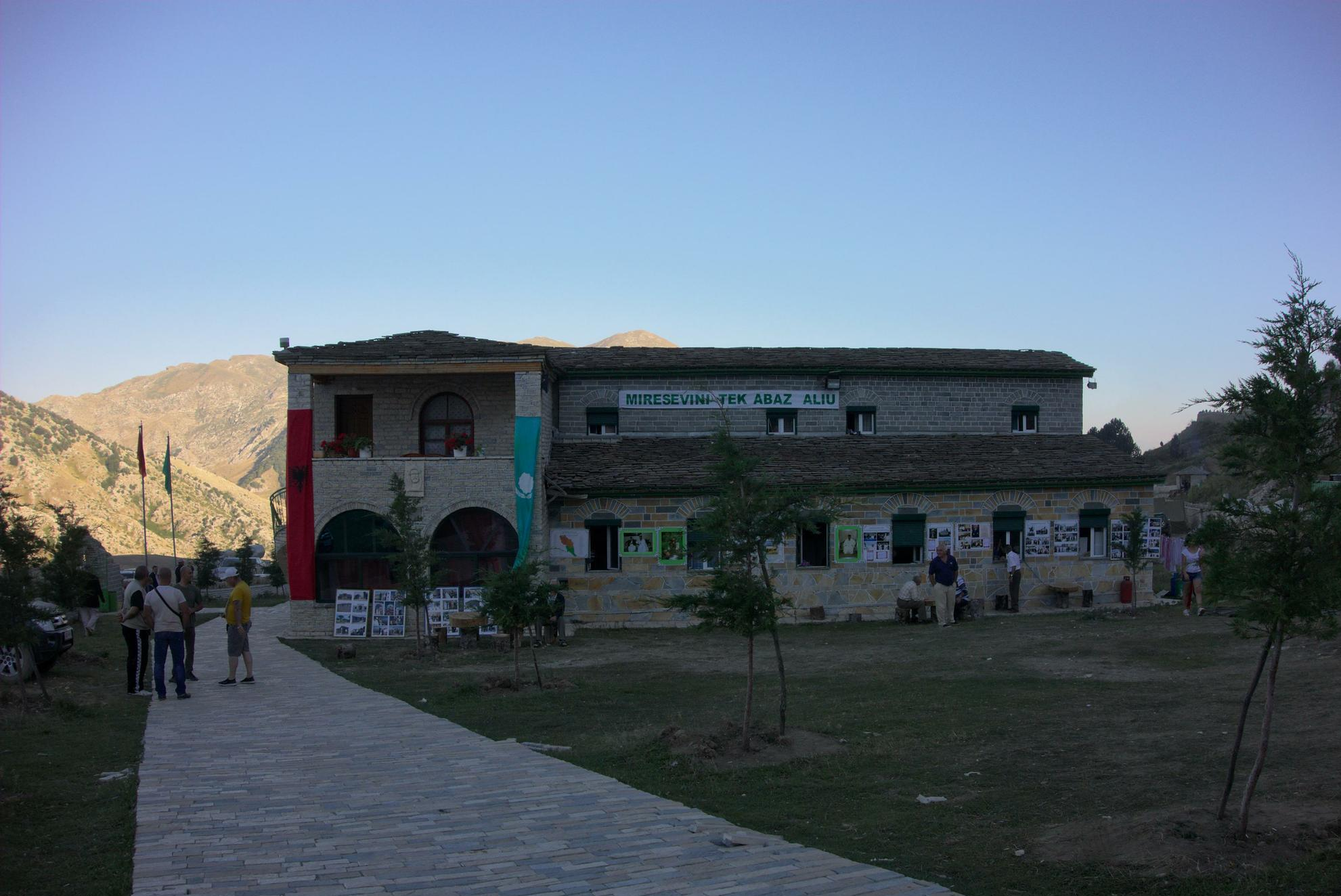
Tekke von Kulmak während der Pilgerfahrt

Der Berg Tomorr ist ein „Götterberg“ für die Bewohner Mittelalbaniens, dem sie als Baba Tomorr (Vater Tomorr) wie einen Gott verehren. Christen besteigen ihn an Mariä Himmelfahrt. Besondere Bedeutung hat er aber für die Bektaschi, die in der Region Skrapar weit verbreitet sind.
Jeweils vom 20. bis 25. August findet jährlich eine Pilgerreise von Tausenden von Bektaschi-Gläubigen zur Tekke und zur Türbe statt. Zentraler Bestandteil des religiösen Pilgerrituals ist das rituelle Opfern eines Schafes und der Besuch des Grabs von Abbas Ali. Der schiitische Märtyrer al-ʿAbbās ibn ʿAlī wird von den Bektaschi so fest verehrt wie Mohammed.

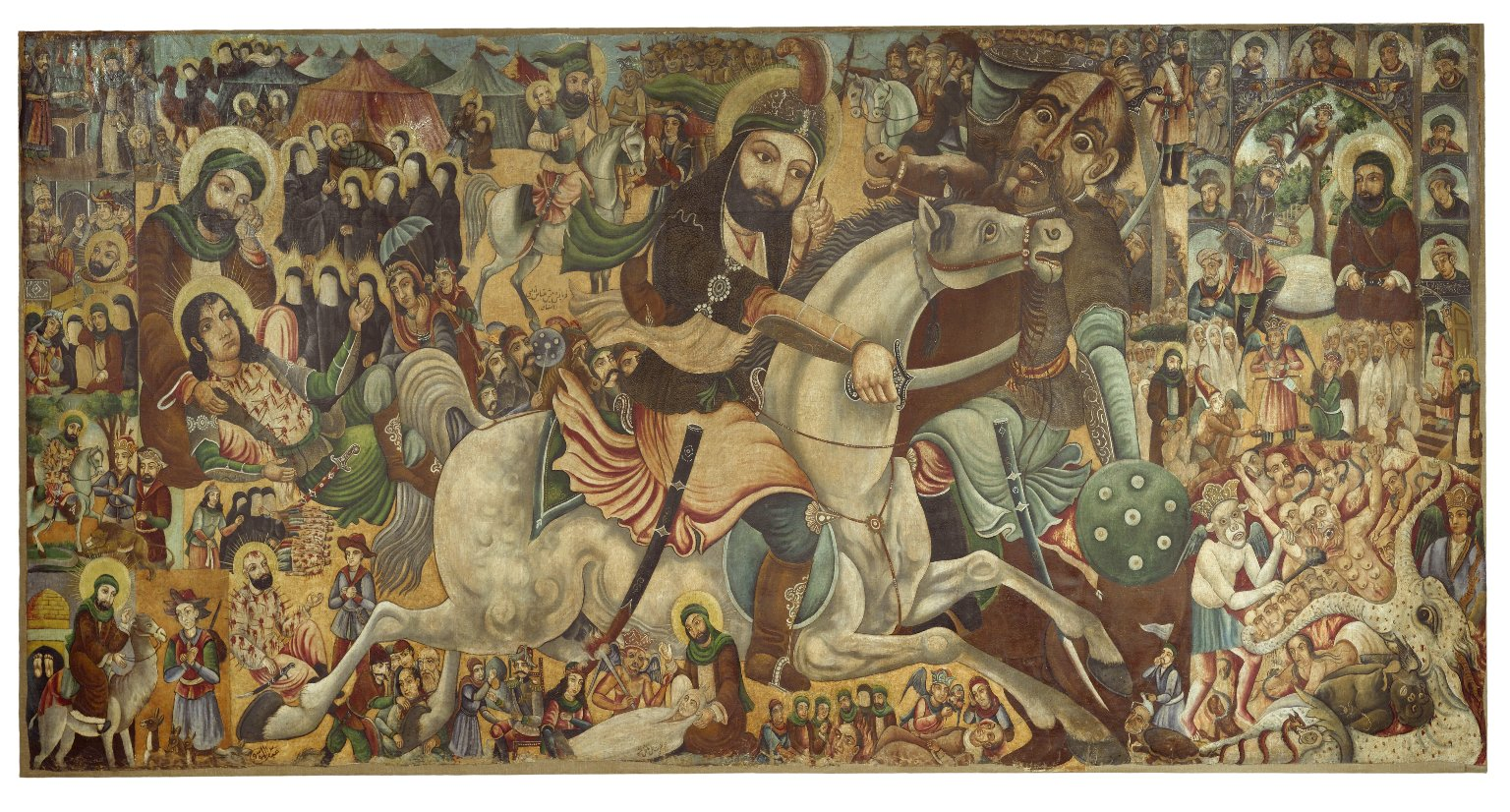
Abbas Ali auf seinem weißen Pferd während der Schlacht von Kerbela, bei der er den Tod fand.

Es gibt mehrere Legenden, Abbas Ali mit dem Berg in Verbindung bringen. Abbas Ali war ein Halbbruder von Husain, dem Enkel des Propheten Mohammed, die beide in der Schlacht von Kerbela starben. Abbas Ali sei auf einem weißen Pferd auf den Balkan gekommen, um das Land von den Barbaren zu retten. Er brauchte nur wenige Schritte, um das Land zu durchqueren – mancherorts sind vermeintliche Abdrücke von ihm und dem Pferd im Stein verblieben. Er soll fünf Tage auf dem Berg verbracht haben, bevor er zum Olymp weiterreiste. Von dort kehrt er jedes Jahr für fünf Tage zurück. Nach einer anderen Legende soll der Ordensgründer Hadschi Bektasch beobachtet haben, wie christliche Pilger den Berg bestiegen, worauf er nach Kerbela im Irak reiste, um einen Armknochen von Abbas Ali auszugraben. Zurück in Albanien warf er sie auf den Berg, um so den Tomorr zum zweiten Grab von Abbas Ali zu machen. Die Bektaschi glauben, dass sich die Seele von Abbas Ali auf dem Berg niedergelassen habe. Sie bringen den Berg auch mit dem alten Orakel von Dodona, das sich an einem Berg namens Tomaros/Tamaros befunden haben soll, in Verbindung.